# Orbiter Boom Sensor System
Pour un article plus général, voir Canadarm.
 (août 2024).
Si vous disposez d'ouvrages ou d'articles de référence ou si vous connaissez des sites web de qualité traitant du thème abordé ici, merci de compléter l'article en donnant les références utiles à sa vérifiabilité et en les liant à la section « Notes et références ».

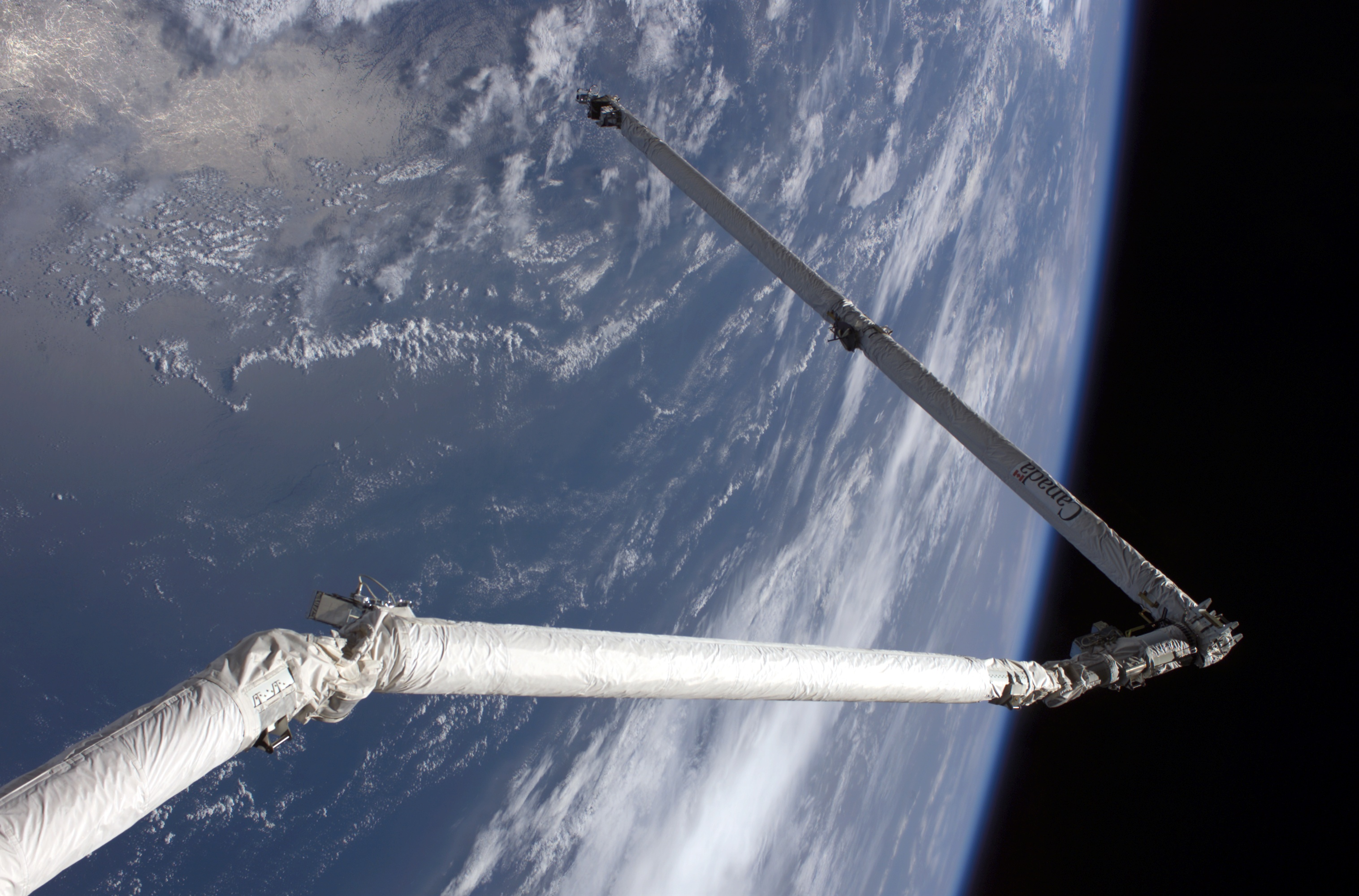
Le bras manipulateur lors de la mission STS-114 le 22 juillet 2005. On distingue les trois segments du Canadarm avec à son extrémité la perche d'inspection OBSS.

L'Orbiter Boom Sensor System (ou perche OBSS) est une extension du bras robotique Canadarm de la navette spatiale américaine. Conçue après la perte de l'orbiteur Columbia en 2003, elle sert à inspecter le bouclier thermique du vaisseau (en particulier le bord d'attaque des ailes, le nez et le compartiment de l'équipage) afin d'y détecter d'éventuels dommages.

## Description
L'OBSS se présente sous la forme d'une perche d'inspection de quinze mètres placée à l'extrémité du Canadarm et surmonté de plusieurs équipements permettant de détecter d'éventuels défauts du bouclier thermique. En cas de dommage sur ce dernier, une procédure de réparation peut être effectuée, si ce n'est pas possible, une seconde navette décolle pour récupérer l'équipage.